# علم الاجتماع البحري

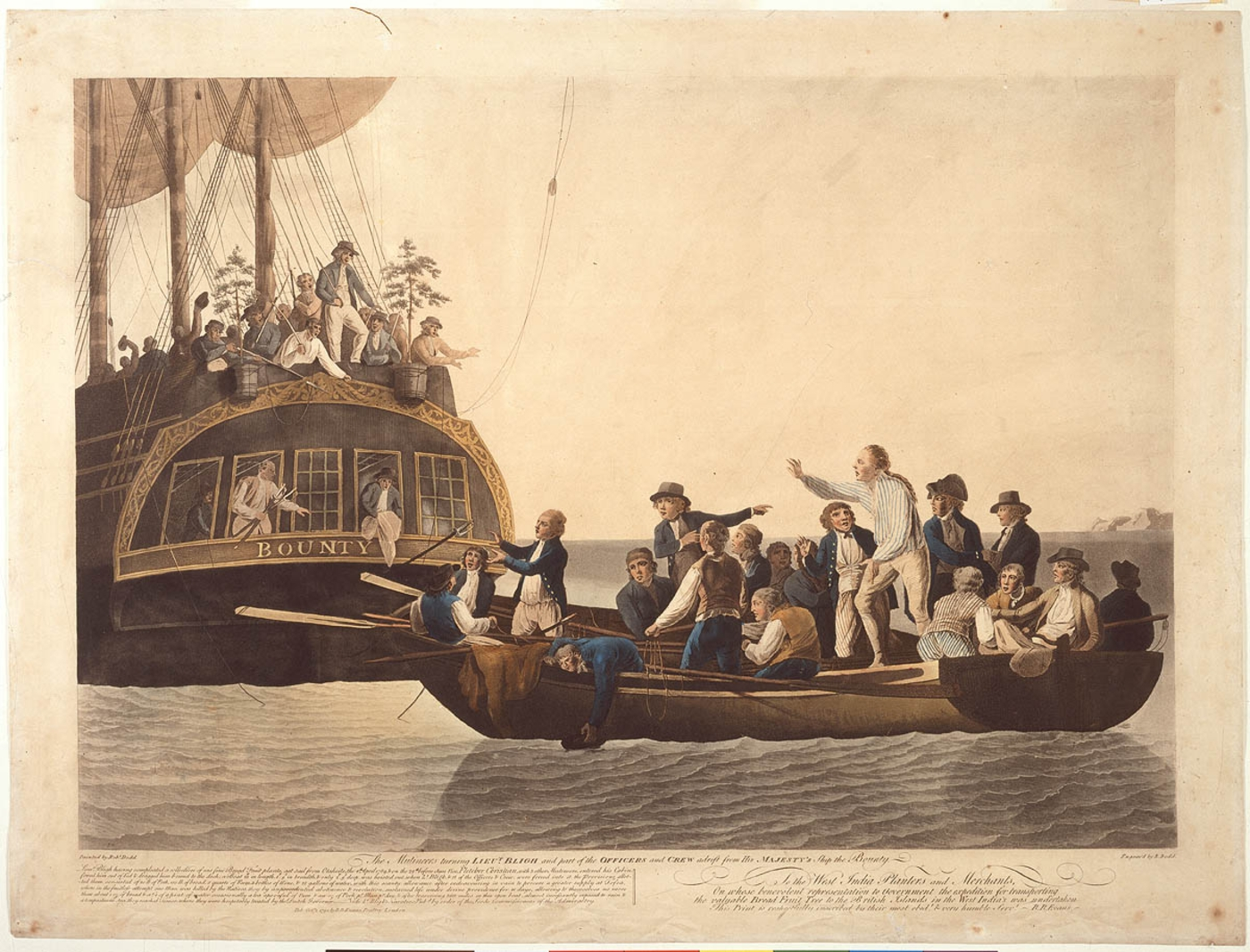
يغادر Bligh والآخرون سفينة HMS Bounty ويصعدون إلى الزورق. الفنان: روبرت دود، 1790

علم الاجتماع البحري (بالإنجليزية: Maritime sociology)‏ هو فرع من فروع علم الاجتماع يدرس علاقة المجتمعات والثقافات البشرية بالمحيطات والبيئة البحرية وكذلك العمليات الاجتماعية ذات الصلة. الموضوعات التي يدرسها علم الاجتماع البحري هي الأنشطة البشرية في البحر ومعه، مثل الملاحة البحرية ومصايد الأسماك، والسياحة البحرية والساحلية، واستخراج النفط البحري [الإنجليزية]، والتعدين في أعماق البحار، أو الحفاظ على البيئة البحرية. يدرس أيضًا المؤسسات والأفكار المتعلقة بهذه الأنشطة من خلال التخصص الفرعي. مجال آخر للدراسة هو العلاقات المجتمعية والطبيعية في المجال البحري مثل، على سبيل المثال، مشكلة الصيد الجائر أو العواقب الاجتماعية لتغير المناخ. باختصار، يصور علم الاجتماع البحري المحيطات على أنها مساحة اجتماعية وليست مجرد مساحة طبيعية.

## العلاقة بالتخصصات الاجتماعية الأخرى
يترابط البحث الاجتماعي البحري في كثير من الأحيان بشكل وثيق، ويستخدم نظريات وطرق ويتعاون مع فروع فرعية أخرى مثل علم الاجتماع الصناعي أو علم اجتماع البيئة".

## المدارس والمؤسسات
ترجمة الجملة هي: "على الرغم من كونها تقريبًا بنفس عمر علم الاجتماع نفسه، إلا أن علم الاجتماع البحري لم يأسس كثيرًا حتى الآن، ويمارس من قبل مدارس مستقلة أكثر أو أقل حول العالم. حاليًا، هناك جهود داخل مجتمع البحث لتأسيس علم الاجتماع البحري كفرع فرعي مستقل".
- الجامعات البولندية في شتشيتسين وغدانسك وبوزنان هي مراكز وطنية للبحث بشكل رئيسي في علم اجتماع المهن البحرية. بعد الحرب العالمية الثانية، عندما ازداد الخط الساحلي البولندي كثيرًا بسبب الحرب، أصبحت المسائل البحرية موضوعًا مهمًا للخطاب السياسي والعلمي في بولندا مما أدى إلى إنشاء علم الاجتماع البحري.[9]
- من عام 1985 إلى عام 1992، كان هناك مجموعة عمل في معهد علم الاجتماع في جامعة كريستيان ألبريشت في كيل بألمانيا تهدف إلى إنشاء علم الاجتماع البحري في ألمانيا.[8]
- تجري العديد من الجامعات الصينية (جامعة المحيط، جامعة شنغهاي أوشن) أبحاثًا في معاهد علم الاجتماع البحري وتديرها. كما أضفي الطابع المؤسسي على النظام في المشهد الأكاديمي الصيني من خلال تأسيس لجنة مهنية في جمعية علم الاجتماع الصينية في عام 2010.[4]
- منذ عام 2009، تصدر أبحاث في علم الاجتماع البحري بانتظام في المؤتمر نصف السنوي لرابطة علم الاجتماع الأوروبية[4][10]
- المراكز الموجودة في كندا هي جامعة ميموريال في نيوفاوندلاند وجامعة دالهوزي وجامعة سانت فرانسيس كزافييه وجامعة كولومبيا البريطانية وجامعة تورنتو. تركز جهود البحث الكندية هذه بشكل أساسي على الجوانب البيئية للعلاقة بين الإنسان والمحيط وبحوث مصايد الأسماك.[4]

## الاتجاهات النظرية
حتى الآن، لا يوجد إطار نظري مؤسس أو نموذج شامل لعلم الاجتماع البحري، حيث تشترك الدراسات الاجتماعية في الموضوعات البحرية في التعامل مع الموضوعات المتعلقة بالبحر بدلاً من أساس نظري مشترك. باستثناء مفهوم جانيسزوسكي للتحوُّل البحري، حيث يقترض علماء الاجتماع البحري النهج النظري من علوم الاجتماع الأخرى لتطبيقها على مجالهم."

### التحوُّل البحري
منذ سبعينيات القرن الماضي، طور عالم الاجتماع البولندي لودفيك جانيسزوسكي نظرية "التحوُّل البحري". على غرار أفكار مثل التصنيع أو التحضر أو الرقمنة، المفهوم يصف عملية تاريخية أو اتجاهًا يتمثل في زيادة التشابك بين المجتمعات اليابسة والمجال البحري، أو اتجاهًا نحو زيادة أهمية العلاقات مع البحر واستخدامه للمجتمعات البشرية.

### الاقتصاد السياسي الحيّوي للمحيطات
يعتمد العلماء الذين يستخدمون نهج الاقتصاد السياسي النقدي على نظريات حول تفاعل نمط الإنتاج الرأسمالي مع المحيط في التقليد الماركسي. يهتم أحد فروع هذا النهج بقضايا البيئة والاستدامة، باستخدام النظريات الاجتماعية والبيئية مثل تحليل التمثيل الغذائي الاجتماعي. ينتقد جون هانيجان في بعض دراساته مؤيدي الاقتصاد السياسي النقدي الحرج للمحيطات، ويقول إنهم يفشلون في تصوّر المحيط كمساحة اجتماعية متميزة، بل يظلون متحيزين نحو اليابسة ويطبقون فئات المجتمعات القائمة على اليابسة على المجال البحري.
يركز خيط آخر تحت مظلة الاقتصاد السياسي المهم على دور البحر فيما يتعلق بالتجارة الدولية، وحركات الهجرة للأشخاص، وعلاقات العمل البحري، والقرصنة. كان المنشور المبكر لهذا الاتجاه البحثي هو كتاب شتاينبرغ " البناء الاجتماعي للمحيط". يقدم ليام كامبلينج وأليخاندرو كولاس في إحدى الدراسات الحديثة التي تستكشف علم الاجتماع البحري من منظور الاقتصاد السياسي النقدي الحرج: "نهدف إلى إظهار كيف حوّل رأس المال العلاقة المكانية بين اليابسة والبحر بطرق جعلتهما مترابطين بشكل متزايد ومتفردًا".

### نظريات ما بعد الإنسانية وما بعد الحداثة
في الآونة الأخيرة، يعتمد عدد من الباحثين في علم الاجتماع البحري على نظريات ما بعد الإنسانية وما بعد الحداثة لتصور العلاقات بين الإنسان والمحيط. بمعنى نظرية الممثل والشبكة وأعمال الباحثة النسوية دونا هارواي، يجادلون لتجاوز فصل الطبيعة والمجتمع، وتصور المحيطات على أنها "هجين" بدلاً من النظر إليه بشكل منفصل على أنه فضاء اجتماعي وطبيعي.

## مجالات البحث
تتضمن أمثلة البحث الاجتماعي البحري وبناء النظرية على ما يلي:
- دراسة فرديناند تونيز التجريبية للوضع الاجتماعي لعمال الموانئ والبحارة[16] في الموانئ البحرية شمال ألمانيا.[17]
- عمل نوربيرت إلياس حول أصول المهنة البحرية في إنجلترا[18][8]
- الجدل الأكاديمي بشأن السفينة هي مؤسسة كاملة.[19][20] في حين أن معظم الباحثين البحريين الذين يدرسون الملاحة البحرية يؤيدون الفكرة،[21] هناك أيضًا نقد لتطبيق المفهوم بحجة أن السفينة التجارية ليست مؤسسة تأديبية وبالتالي لا يمكن وصفها بشكل كافٍ بهذه المصطلحات.[22][23]
- أعمال مركز البحوث الدولية للبحارة في جامعة كارديف. يقوم أعضاء مركز الأبحاث بإجراء بحث في الوضع الاجتماعي للبحارة العالميين في الأساطيل التجارية في العالم.[24]

## الدوريات العلمية ذات الصلة
حاليا، لا توجد دوريات علمية مخصصة حصرياً لموضوع علم الاجتماع البحري. وفيما يلي قائمة بالمجلات متعددة التخصصات التي تغطي الموضوع:
- مجلة آسيا والمحيط الهادئ للعلوم البحرية والتعليم[25]
- حوليات جامعة كونستانتا البحرية[26]
- السياسة البحرية[27]
- السياسة البحرية والإدارة[28]
- الدراسات البحرية[29]
- بومورستفو، المجلة العلمية للبحوث البحرية[30]
- حوليات علم الاجتماع البحري (1986-2016)[31]
- مجلة الشؤون البحرية[32]